# 阿錡TO新聞
阿錡TO新聞（台羅：A-kî Thuh Sin-bûn；台語thuh即是針對事件加以針砭之意）為台灣的電台名嘴阿錡以時事新聞作為題材之評論節目。

## 節目內容
節目內容主要基於獨立觀點、並以台語來進行評論。通常用四句聯作為評論開頭，且隨時會加入四句聯來強化新聞效果、及插接廣告。助理主持人「小鈴」等人則會不時接話，並會穿插著和阿錡聊天及答嘴鼓（拌嘴/相聲）。而節目採扣應方式直接販售紅景天、紅螞蟻氨基酸、牛樟菇等生技食品為其主要廣告來源。主持人阿錡亦會作詞、歌唱，節目中亦穿插播出阿錡、翰子的MV歌曲，播完即進廣告。阿錡本名「林明期」，雲林縣人，臺語為其母語道地且流利。警專畢業、曾擔任過警職。退職後轉做生意，在一次巧合的機緣下接觸到紅螞蟻。初期以紅螞蟻泡酒販售，後來與生技結合轉變為乾燥的紅螞蟻膠囊。

## 節目名稱
2025/06/01 阿錡to新聞從雙子衛視遷移至天美麗電視台，節目時段多一小時，晚間八點至晚間十點節目名稱為「健康新聞看阿錡」午夜十點至凌晨零點為「阿錡to新聞」凌晨零點至凌晨二點為「阿錡來開講」凌晨二點至凌晨四點為「阿錡話山話水」凌晨四點至清晨六點為「阿錡四句to落去」清晨六點至晨間八點為「阿錡又擱來to新聞」。

## 相關模仿節目
台灣中天電視模仿綜藝節目全民最大黨的演員邰智源（扮演啊奇）、安心亞（扮演小鈴）、林千又（扮演千千）等人，於2011年10月5日以〈SNG單元〉首度模仿「阿錡TO新聞」，11月29日起轉為〈VCR單元〉。

## 外部連結
- 阿錡TO新聞的Facebook專頁
- YouTube上的阿錡TO新聞頻道